# Ombo

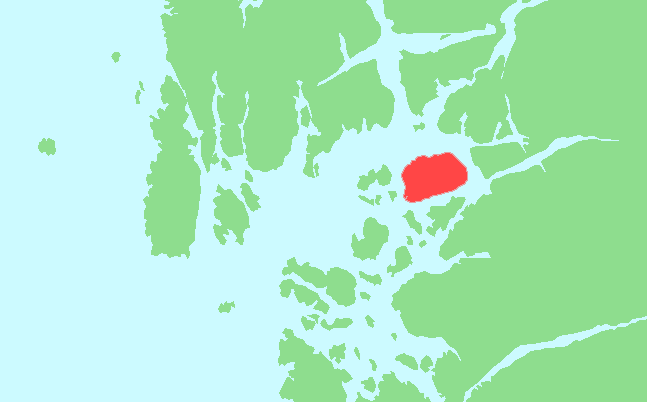
Ön Ombos läge.

Ombo är en ö i Stavangers kommun i Rogaland fylke i sydvästra Norge. Ön är belägen i Boknafjorden och är landskapet Ryfylkes största och samtidigt fylkets näst största ö med en yta på 58 kvadratkilometer. Här fanns 233 invånare 2022. Ombo ligger allra längst åt nordöst i Boknafjordens yttre breda fjordbassäng.
Ön har mellan 1837 och 1867 varit delad mellan kommunerna  Hjelmeland Jelsa, og Nedstrand, därefter har den mellan 1868 och 1964 varit delad mellan kommunerna Hjelmeland Jelsa och Sjernarøy och sedan efter det mellan 1965 och 2019 varit delad mellan kommunerna Hjelmeland och Finnøy. Sedan den 1 januari 2020 tillhör den i sin helhet Stavangers kommun.